# Raoni Mendes
Raoni Barreto Mendes (João Pessoa, 8 de março de 1979) é um político brasileiro filiado ao União Brasil (UNIÃO).
Foi deputado estadual pelo estado da Paraíba, entre 2017–2018. Graduado em Turismo pelo Instituto de Ensino Superior da Paraíba (IESP). Fez pós-graduação em Gestão Pública Municipal, pela Universidade Estadual da Paraíba. Em 2012 foi eleito Vereador, sendo o vereador com a maior votação na história de João Pessoa. Assumiu, entre 2016 e 2017 o mandato de Deputado Estadual.

## Trajetória
- 2006: Concorreu ao cargo de Deputado Estadual, ficando na terceira suplência
- 2008: Concorreu ao cargo de Vereador, ficando na primeira suplência
- 2012: Eleito o Vereador com maior votação da história da cidade de João Pessoa
- 2014: Concorreu ao cargo de Deputado Estadual, ficando na segunda suplência